# (10113) Alantitle
(10113) Alantitle est un astéroïde de la ceinture principale découvert en 1992.

## Description
(10113) Alantitle a été découvert le 6 août 1992 à l'observatoire Palomar, situé au nord de San Diego en Californie, par Henry E. Holt.

### Caractéristiques orbitales
L'orbite de cet astéroïde est caractérisée par un demi-grand axe de 2,60 ua, un périhélie de 2,21 ua, une excentricité de 0,15 et une inclinaison de 11,23° par rapport à l'écliptique. Du fait de ces caractéristiques, à savoir un demi-grand axe compris entre 2 et 3,2 ua et un périhélie supérieur à 1,666 ua, il est classé, selon la JPL Small-Body Database, comme objet de la ceinture principale.

### Caractéristiques physiques
(10113) Alantitle a une magnitude absolue (H) de 12,6 et un albédo estimé à 0,194.